# Schloss Laberweinting

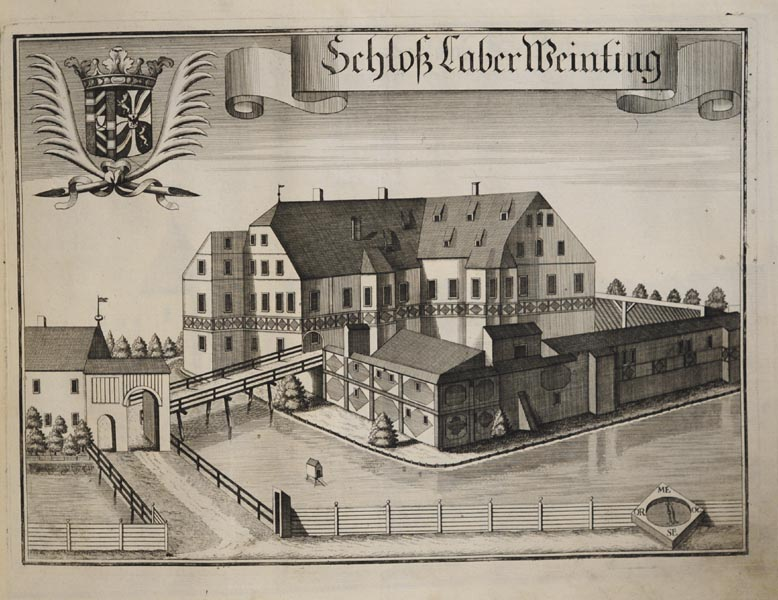
Schloss Laberweinting nach einem Stich von Michael Wening von 1721

Das abgegangene Schloss Laberweinting war ein Wasserschloss in der niederbayerischen Gemeinde Laberweinting im Landkreis Straubing-Bogen von Bayern. Die Anlage wird als Bodendenkmal unter der Aktennummer D-2-7239-0007 mit der Beschreibung „untertägige Befunde des Mittelalters und der frühen Neuzeit im Bereich des abgegangenen Schlosses Laberweinting“ geführt.

## Geschichte
Im Breviarius Urolfi wurde Laberweinting um 790 als „Wihmvntinga“ bezeichnet. Der Ort Laberweinting wurde in verschiedenen Stiftungen und Schenkungen erwähnt, so stiftete am 5. April 1281 Heinrich II. von Rotteneck für sich und seine Eltern am Dom zu Regensburg einen Jahrtag mit Laberweintinger Gütern, die durch den Tod des Wolfgang von Schierling freigeworden waren, Herbordus de Sünching schenkte am 21. August 1292 seine Güter zu Laberweinting dem Bischof von Regensburg. Um 1320 erschienen die Greul, Gönner des Klosters Mallersdorf, als Hofmarksherren zu Laberweinting. Um 1334 besaß Gebhard Mengkofer die Niedergerichtsbarkeit zu Laberweinting. Am 14. Februar 1348 wurde Friedrich von Achdorf als Besitzer der Hofmark genannt. Das Geschlecht der Achdofer ist bis 1374 in Laberweinting bezeugt, am 12. August 1374 erschien dort wieder Konrad der Mengkofer zu Weiting. 1394 besaß Ulrich der Aspeck die Hofmark. 1397 wurde dort Hans der Klosner zu Arensdorf genannt. 1404 wurde Friedrich der Pfeifenhauer und Schwager des Konrad Mengkofer genannt. 1405 erschien Ulrich von Aspeck zu Weinting dort als Bürge. Die Herrschaftsverhältnisse scheinen um diese Zeit also sehr zersplittert gewesen zu sein.

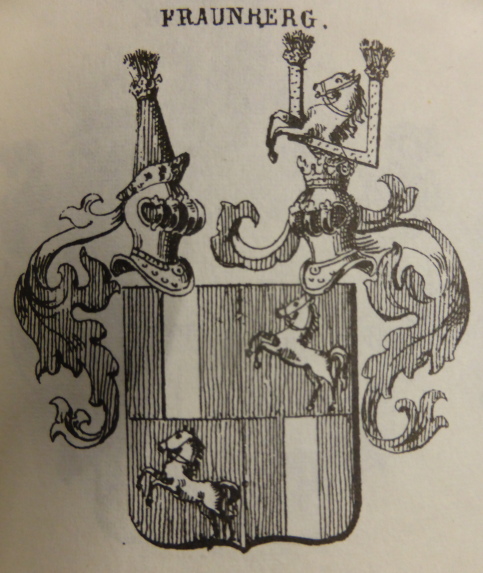
Wappen der Fraunberger nach Siebmachers Wappenbuch

1422 ging die Herrschaft an Wilhelm Fraunberger über, der auch als Hofmarksherr erschien. Am 19. April 1430 verschrieb dieser auf seinem Schloss in Laberweinting seiner Gemahlin Margreth, Tochter des Wilhelm von Wolfenstein, in einem Heiratsbrief die Summe von 2000 Gulden. Wilhelm Fraunberger hatte sich in Frankreich als Ritter hervorgetan und sich entschlossen, dorthin umzusiedeln. Den Besitz in Laberweinting vermachte er den Söhnen seiner Schwester, die sich 1395 mit Georg von Aichberg vermählt hatte. In einem späteren Testament vermachte er diese Güter jedoch seinem Vetter Sigmund von Fraunberg. Darüber kam es zu einem Gerichtsverfahren, das zugunsten der Aichberger entschieden wurde. Auf der Landtafel von 1447 erschien noch Wilhelm Fraunberger auf Weinting und noch 1449 stand Laberweinting  unter der Verwaltung des Pflegers Oswald Taxauer. 1464 besaßen die Aichberger Laberweinting endgültig. 1494 gehörte nach der Landtafel Laberweinting den Gebrüdern Hans und Wilhelm Aichberger. Am 11. August 1495 verkaufte Johann von Aichberg zu Hals Laberweinting an den Grafen von Neuen Kolberg. 1486 trat ein Ulrich Elsenbeck zu Gitting als Pfleger auf. Um 1500 war in dieser Funktion Ulrich II. Graf von Ortenburg, Schwiegersohn des Hans von Aichberg, tätig.
1510 tauchte Gilg von Münichau, Ehemann der Elisabeth von Fraunberg, als Herr zu Laberweinting auf. 1558 war Hans von Münichau, Pfleger zu Teisach, dort ansässig, 1564 wurde Hans Sigmund Münchauer zu Laberweinting genannt, 1591 wurde Wilhelm von Münichau († 23. April 1604) erwähnt. Die Letzte dieser Familie (1604–1606) war die Witwe des Max von Münichau, geborene von Königsfeld. 1606–1614 folgte dem Wilhelm Hans von und zu Sünzenhofen nach. 1616 erschien dort ein Hans von Morolding; dem Moroltinger und seinen Erben gehörte die Hofmark bis 1627. Ihre Nachfolger waren die Haimhauser (1629–1664). Durch die Vermählung der Maria Anna von Haimhausen mit Paul Christoph von Leiblfing kam Laberweinting bis 1748 in den Besitz dieser freiherrlichen und später gräflichen Familie. 1748 starb mit Joseph Ferdinand Max von Leiblfing der Letzte dieser Familie.
1751 wurde Laberweinting „hochfreiherrliches Fresing’sches Hofmarksgericht genannt“. 1752 war die Hofmark in Heyl’schem Besitz, wobei Johann Theodor von Bayern (von Heyl?) Bischof von Regensburg, Lüttich und Freising war. 1757 war Laberweinting eine „hochfreiherrliche von Egger’sche Hofmark“ und 1756 eine „Axthalb’sche Hofmark“. 1780 besaß Joseph von Axthalb den Niedergerichtsbezirk Laberweinting, 1781 folgte ihm sein gleichnamiger Vetter nach. Am 16. September 1783 kaufte Christian August Graf von Königsfeld diese Hofmark. 1797 nannte sich dieser „von Königsfeld auf Laberweinting“. Diese Familie behielt Laberweinting bis über die Säkularisation hinaus.
1812 wurde Laberweinting als „Kronmajoratsgut“ durch König Max Joseph an den Minister Maximilian Joseph Graf von Montgelas als Patrimonialgericht II. Klasse vergeben. Im Mai 1834 wurde Laberweinting an die Fürsten von Thurn und Taxis verkauft und zu einem Patrimonialgericht I. Klasse erhoben. 1848 verzichtete der Reichsrat von Thurn und Taxis auf die Gerichtsbarkeit. Dabei verblieben nur die Waldungen bei dem Hause Thurn und Taxis, das Schloss und die Brauerei wurden an den Ökonomen Kraus aus Adlhausen verkauft. Die Witwe des Sohnes Ignaz Kraus heiratete den Bauerssohn Franz Neumaier von Münchsdorf, von diesem gingen die Baulichkeiten 1910 an den Güterhändler Niefanger aus Leiblfing.
Im Dezember 2022 wurden die verbliebenen Reste des Schlosses abgebrochen um Platz zu machen für ein Projekt namens „Laberweinting Mitte“.

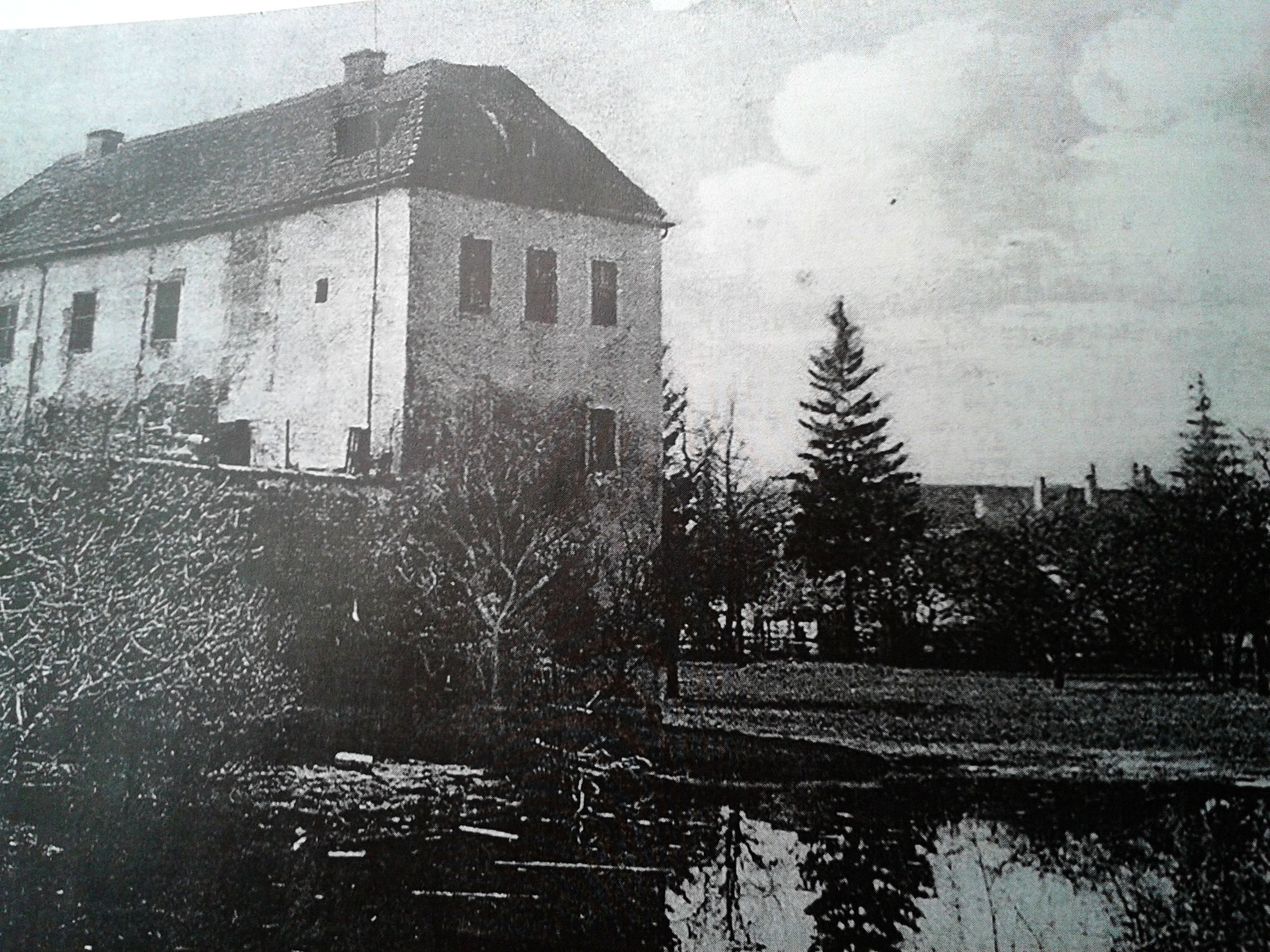
Schlosses Laberweinting (mit Teichrest) um 1930

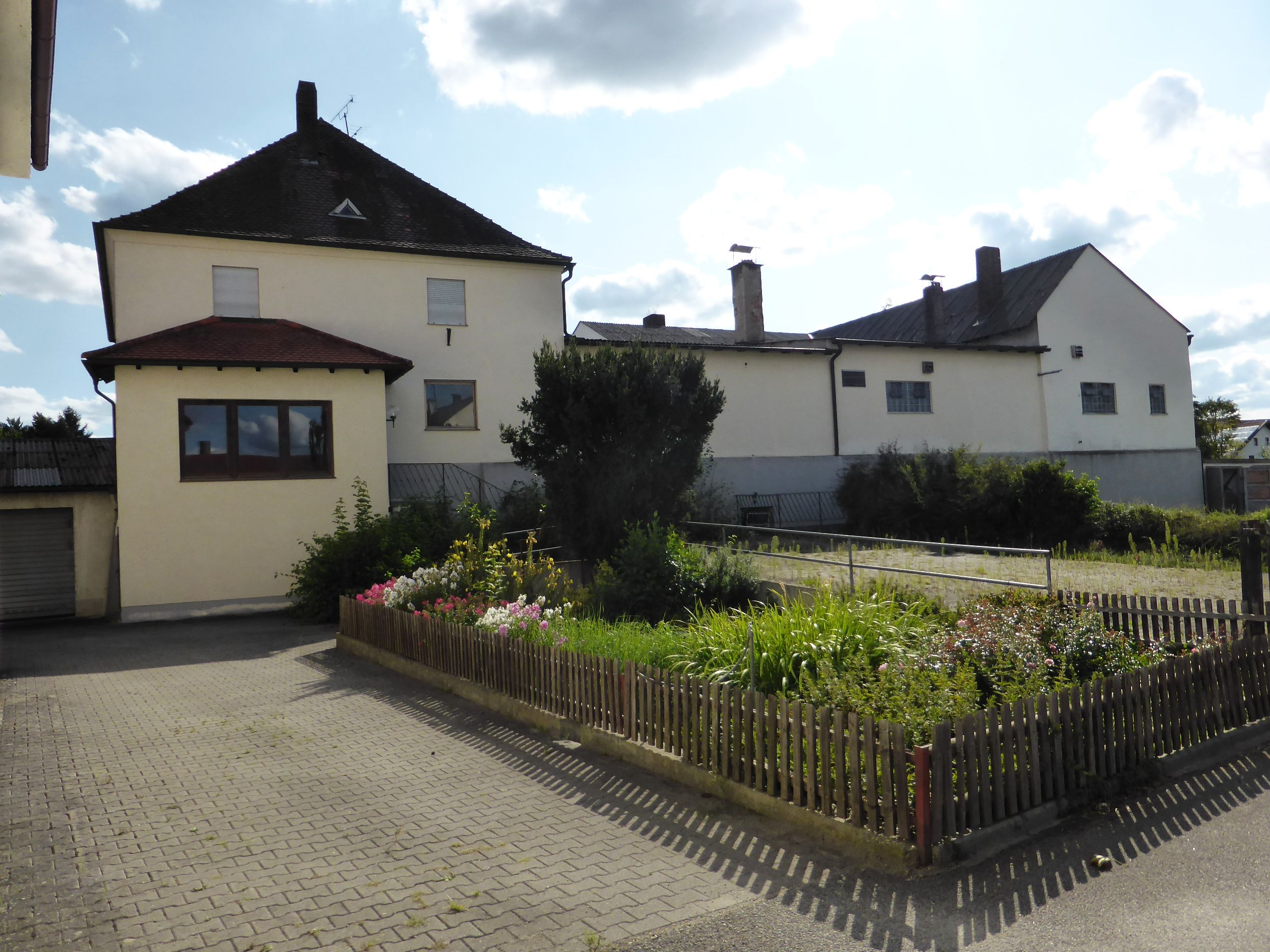
Ort des ehemaligen Schlosses Laberweinting (2014)

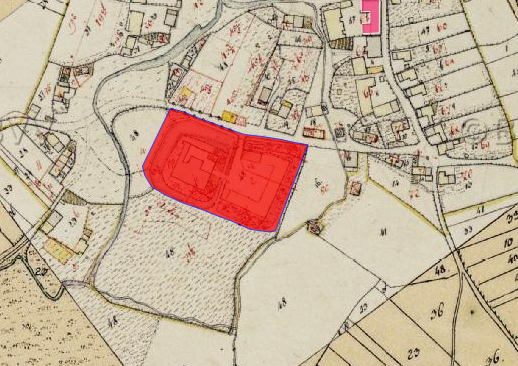
Lageplan von Schloss Laberweinting auf dem Urkataster von Bayern

## Schloss Laberweinting einst und jetzt
Wie auf dem Stich von Michael Wening von 1721 zu sehen ist, war das Schloss Laberweinting eine von einem Wassergraben umschlossene Anlage, die nur über eine hölzerne Brücke zu erreichen war. Vor der Brücke befand sich eine Toranlage mit einem weiteren Gebäude. Die Gebäude waren zwei- bis dreigeschossig, das Hauptgebäude war mit einem abgewalmten Satteldach bedeckt. Die das Schloss umgebenden Mauern sowie das Schloss selbst waren mit Putzzierat geschmückt.
Das Laberweintinger Schloss wurde im  Dreißigjährigen Krieg zerstört, ist  danach aber 1664 von Paul Christoph Freiherrn von Leiblfing auf Rain und Schönach, Truchsess und Pfleger von Haidau, in der Form wie es der Stich von Wening zeigt, wieder aufgebaut worden. Reste des Schlosses sind vermutlich noch in einem einstmals als Metzgerei dienenden Gebäude enthalten. Dieses Gebäude steht zurzeit leer. Von dem einstigen Wassergraben war bis in die 1930er Jahre noch ein kleiner Teich vorhanden; dieser ist dann zugeschüttet worden und ist heute eine Wiese.
Untertägige mittelalterliche Befunde und frühe neuzeitliche Funde wurden im Bereich des abgegangenen Schlosses Laberweinting gemacht.